# Nemanja Jakovljević
Nemanja Jakovljević (ur. 6 listopada 1986 w Loznicy) – serbski siatkarz, grający na pozycji przyjmującego. 

## Sukcesy klubowe
Mistrzostwo Serbii:
- 2012, 2013, 2016
- 2010
- 2011

Puchar Serbii:
- 2011[3], 2013, 2016

Superpuchar Serbii:
- 2011, 2012

Mistrzostwa Chin:
- 2015

Puchar Szwajcarii:
- 2018

Mistrzostwa Szwajcarii:
- 2018

## Sukcesy reprezentacyjne
Memoriał Huberta Jerzego Wagnera:
- 2016